# どろんここぶた
『どろんここぶた』（Small Pig）はアーノルド・ローベル著作の絵本の作品。1969年に原書が発売され、日本では岸田衿子の訳で 文化出版局から出版された。

## あらすじ
お百姓さんの家で飼われている主人公のこぶたは、食べることや裏庭を駆け回って遊ぶことはもちろん寝ることが大好き。だが、何よりも一番大好きなのは柔らかい泥の中に潜ってずぶずぶと沈んでいくことだった。
しかしある日のこと、大掃除をしていたお百姓さんの奥さんがついでにこぶたのどろんこまでも綺麗に掃除してしまう。怒ったこぶたは、「きれいすぎてつまんない」と見限り、その夜どろんこを求めて家を飛び出す。